# 青柳金属工業
青柳金属工業（あおやぎきんぞくこうぎょう、青柳金属工業有限会社、英語表記：Aoyagi Metals Co. LTD）は、かつて東京都江戸川区に存在した日本の模型メーカーである。商標は「ayk」、「AYK RACING」。

## 概要
1960年代にスロットレーシング用シャーシの販売を開始。1978年7月に1/12サイズのオンロード用電動ラジコンカーシャーシRX1200を発売。競技指向の強い構成で以後のレース用ラジコンカーに大きな影響を与えた。このシャーシの進化型であるRX2000とRX3000で、1980年より始まったJMRCA主催の全日本選手権において、80～82年の3年連続で制している。
また、1981年には電動バギー566Bスーパートレールを発表し、オフロードカーにも参入。以降、電動バギーのブームもあり、多くのモデルを発売した。
1983年からは当時のトップドライバーである石原直樹の経営するR&Dイシハラの製品（NX101、NX201R他）もOEMで供給した。同年、四独（四輪独立懸架）のサイクロンを発売、つづいて四駆のRF4WDクアトロを発売。この2台が皮肉にもayk凋落の原点となっている（ただし、セールスはサイクロンが一番成功したモデル）。
1986年には、米国レースプレップ社ともジョイントし、1/10バギー　レイジェントにて現地ドライバのサポートを行っていた。
1983年以降、1/12レーシングでは低迷が長く続いたが、1988年に新潟で開催された全日本選手権で久々に優勝した。しかしながら1990年頃、会社は廃業した。その原因は、社長の病気によるとされている。
社屋は2010年ごろ解体され、その後マンションが建設された。

## 会社沿革
創業は1953年。その数年前からOゲージやOナローゲージといった鉄道模型の真鍮製車体やパンタグラフなどの精密な金属加工品を鉄道模型メーカーに納入。1960年代の第1次スロットカーブーム以前から海外にスロットカーのシャーシを輸出していた。また、プラモデルや玩具の駆動ギヤ部分の製造では、国内の需要の大半を賄っていた。
電動ラジコンカーについては、2代目社長の伊佐男が無類のカーマニアであったことから、「あるマニアからの依頼で、趣味の範囲で作ってみただけ」（本人談）で、多摩川の河川敷でテストされた。社長自らが図面を引いてできたマシンがRX1200であった。
- 空力の研究についても、初期の頃から積極的に行った。
- 試作品として、リヤにファンを装備したファン・カーが作られたこともある。
- FRP製シャーシを電動ラジコンカーに初めて導入したのはayk。
- RXのコードネームは、単に語呂が良いから。
- 1/8エンジンカーを作る計画もあった[3]。

## ワークス活動
1980年代初頭、aykはワークス活動を積極的に行なっており、ワークスドライバーは各地のレースで無敵を誇った。白地に青のワークスカラーはラジコン少年たちには憧れの的であった。
主なワークスの状況
- 1979年にはすでにワークスチームが存在。いちむらGC最終戦（第6戦）にRX2000を投入したが、プライベートチーム（モア・レーシング）に所属の三瓶剛、井達六男選手のRX1200タイプIIに敗れた。[4]両名は翌年からワークスチーム入り。

- 1980年9月に東京の大井競馬場駐車場で初めて開催された全日本[5]では、ワークスの三瓶剛選手が発売直後のRX3000のパーツで改良したRX2000で優勝した。[6]ジュニアの部では、松村兼志選手（同じくRX2000）が優勝した。この年の関東選手権では、山本茂選手が優勝。
- 1981年の全日本では、RX3000を使用した井達六男選手がワークスの石原直樹選手を押さえ優勝した（井達選手はこのときプライベーター、翌年世界選手権選考会から再びワークス入り）。
- 1982年の全日本では、アメリカで開催された第1回世界選手権帰りの石原直樹選手が優勝。ベストラップは山本茂選手。いちむらGCは飛田勇選手がチャンピオン。
- 1983年は、サイクロンでワークス活動を行っていたが、開発が頓挫し、全日本にはEXL480Kで参戦したが、京商のファントムや無限精機のK2-Xスピリット、アソシのRC-12i等の台頭により惨敗。
- 1984年にはワークスはNX101やその改造マシンを使用していた。ペガサスという試作モデルも存在した。この年の全日本では、堀正宏選手（ワークスという説あり）のNX101が優勝（順位は2位、優勝はジョエル・ジョンソン）。ワークスの三瓶剛選手が3位となった。この年末、山本茂選手が退社。
- 1985年は前年9月に発売となったCX4WDiクアトロを投入。速さが戻ってきたが、ビッグタイトルはなし。
- 1986年の全日本選手権関東地区予選ではワークスの浜田公司選手が1位通過し、全日本では優勝が期待されたが、電気系のセットミスにより優勝できなかった。
- 1987年には前年に発表されたCRXパーセックを振り分けバッテリ、リヤにボールサス仕様としたプロトタイプで全日本選手権のファイナルに進出し、飯田裕之選手が6位に入賞した。7位は翌年のチャンピオンの野本利浩選手がパーセックで入賞。
- 1988年にはプライベーターの野本利浩選手（スーパーパーセック）が優勝した。
- 1989年は野本利浩選手（スーパーパーセックSE）が15位に。

全日本選手権1/12電動レーシングチャンピオン
- 1980年度 - 三瓶剛（RX2000改）
- 1981年度 - 井達六男（RX3000）
- 1982年度 - 石原直樹（RX3000EXL480）
- 1984年度 - 堀正宏（NX101）
- 1988年度 - 野本利浩（Super Parsec)

多くのワークス経験者はラジコン業界に貢献している。
- 渡辺龍郎（HPI USA社長）
- 飯田裕之（現HPI）
- 愛沢隆志（現無限精機）
- 真田幸治（現無限精機）
- 北出次雄（現（有）ナック）
- 武田訓政（無限精機K2-Xspirit設計、トドロキロードエース設計）

その他ワークスドライバ
- 山本茂
- 飛田勇
- 佐原輝夫
- 大滝二郎
- 浜田公司（退社後はトミーへ）
- 忍田圭
- 栗本隆
- 松村晃志

また、ATS Racing Unitというジュニアチームも存在した。
（ATS=Aoyagi Technical Service）

## 実車スポンサー活動
1980年、イギリスF3にスカラシップ（奨学金）で挑戦した鈴木利男選手をサポート。
1983年、セントラル20（（株）セントラル）のフェアレディZCにスポンサー契約。リヤフェンダーの前にaykロゴが貼られる。インパルスのボディとして、版権独占契約。

## 代表的な製品

### 1/12オンロードカー
RXシリーズはシャフトインナーのGX1200デフや、シャフトを使用するフロント周りが特徴である。1982年に開催された第1回1/12世界選手権に参加した日本選手のほとんどのマシンは、RX3000に軽量パーツを組み込んだものであった。「レースに勝つためには、まずaykのユーザーになること」とまで言われた。
- RX1200 (BIG NOVA / BIG MARCH / BIG RENAULT ALPINE A442-B / BIG MARTINI PORSCHE 936-78)
- RX1200 Type2 (March 76S/ NOVA 53S)

- RX2000 (Chevron B36 / KIR 801 / Nova 54S)

- RX3000 BASIC (PORSCHE 935K3 / CAPRI TURBO) / SUPER EXPERT (MCS / AYK SPL)/ RX-L(AYK SPL) / EXL480K (PORSCHE 956 / AYK SPL)
- RS401i Cyclone(KREMER PORSCHE / LANCIA LC / AYK SPL2)
- RF4WD Quattro(KREMER PORSCHE / LANCIA LC / GC SPL)
このモデルは、市村偉久がいちむらサーキットに持ち込んでいた4駆マシンを市販化したものであった。京商が技術協力を行った。
- RG Impulse(FAIRLADY280Z / FAIRLADY ZC)
- CX4WDi Quattro(AUTO COAST / PORSCHE 956)
- 86J(LANCIA LC2 / INTERCEPTER2)
- CRX PARSEC(AYK SPL3 / PORSCHE 962) / CRX PARSEC II(PRECEDE / PORSCHE 962)
- SUPER PARSEC(PRECEDE) / SE(GC88) / BASIC(GC88) / SV(GC88)
- ブンブンレーサー

### OEM
- NX101 ROADRUNNER
- NX101 ROADRUNNER OPT
- NX101 ROADRUNNER J2
- NX201 ROADRUNNER R

### オフロードカー
- 566B Super Trail
- Sidewinder
- Boxer
- Buffalo
- Bobcat
- Viper / Viper Shuttle
- Radiant
- Boost
- Maveric
- Ascar（通信教育の教材として提供）

### 備品
- TX100 / 200 / 300 / 400F / 400FR / 500F/ロードランナーチャージャーSSC-C1/SSC-C2
- GS1200/1700バッテリー（バッテリー）
- RS200 / RS300 / 500T（タイヤカッター）
- SB100（ホイルバランサー）
- GZ1200 / GZ1200R/GZ1200RB / GZ240/480/240E/480B /MAGNUM 240R/480R/480Z/240RE/727/300B/600/360L/360LB COMMAND ST/240R/480R/240XG/480XG（モータ）
- GX1200 / GX1200N / GX1200S （デフギヤ）
- Dino / Dino MAX / Dino Jr.（ESC）
- DC-100F（放電器）
- SX300（モータークリーナー）
- ハイスピード1200（洗浄スプレー）
- RB-500ロケットブロー
- シャシークリーナー
- ポールポジション（潤滑剤）
- RCキャリア/マイティボックス

### 試作品
- サーボ（1981年頃）
- ペガサス（1/12レーサー　1984年頃）
- 1/20バギー（2駆、4駆　1988年頃）